# Bakary Soumano
 (septembre 2022).
Si vous disposez d'ouvrages ou d'articles de référence ou si vous connaissez des sites web de qualité traitant du thème abordé ici, merci de compléter l'article en donnant les références utiles à sa vérifiabilité et en les liant à la section « Notes et références ».
Pour les articles homonymes, voir Soumano.
Bakary Soumano était le chef des griots du Mali. Né à Dravéla, Bamako en 1935, décédé le 21 juillet 2003.
Bakari Soumano quitte l'école en 1955 pour devenir apprenti mécanicien. Il poursuivra notamment des études en cours du soir (histoire, dactylographie). En 1957, il est employé à la Caisse d'allocation familiale. Il poursuit sa carrière à l’Institut national de prévoyance sociale (INPS) où il assume des fonctions d'inspecteur principal et de directeur régional de Kayes, Gao, Mopti, Koulikoro et Bamako jusqu’à sa retraite 1997.
Parallèlement à sa carrière dans l’administration, il assumera ses fonctions de griot. En 1994, il devient chef de l'Association des griots du Mali. Il se consacrera à réhabiliter la fonction de griot qu’il préférait nommer « djéli ».
Il institua des visites de courtoisie aux chefs d'État étrangers en visite au Mali et obtint que l'Association des griots figure sur la liste du protocole de la République lors de nombreuses cérémonies officielles. Il accompagnait le chef de la famille des Niaré, fondatrice de Bamako, à la mosquée pour la prière lors de la Tabaski. Il mit en place des cérémonies officielles pour l’intronisation des chefs des griots dans différentes villes (San, Naréna).
Il fut consultant pour l’UNESCO et participa à plusieurs séminaires et colloques sur les traditions dans des universités africaines, européenne et américaine.
Pour Bakary Soumano « Le griot a une connaissance sociologique, anthropologique de ce pays, le tout dans une culture de l’oralité. Il la cultive par ses prestations de tous les jours, à toutes les occasions. Il essaye de maintenir les valeurs vivantes, il a une fonction d’éducateur… »